# Oedothorax
Genre
Synonymes
- Stylothorax Bertkau, 1883
- Kulczynskiellum F. O. Pickard-Cambridge, 1894

Oedothorax est un genre d'araignées aranéomorphes de la famille des Linyphiidae.

## Distribution
Les espèces de ce genre se rencontrent en écozones holarctique, afrotropicale et indomalaise.

## Description
Les mâles mesurent de 1,2 à 2,5 mm et les femelles de 2,1 à 3,8 mm.
Ces araignées prédatrices ont pour proies de petits insectes comme les psylles et les diptères.

## Liste des espèces
Selon World Spider Catalog (version 26, 21/06/2025) :
- Oedothorax agrestis (Blackwall, 1853)
- Oedothorax annulatus Wunderlich, 1974
- Oedothorax apicatus (Blackwall, 1850)
- Oedothorax banksi Strand, 1906
- Oedothorax biantu Zhao & Li, 2014
- Oedothorax bifoveatus Tanasevitch, 2017
- Oedothorax cascadeus Chamberlin, 1949
- Oedothorax cheruthoniensis Domichan & Sunil Jose, 2021
- Oedothorax collinus Ma & Zhu, 1991
- Oedothorax cruciferoides Tanasevitch, 2020
- Oedothorax cunur Tanasevitch, 2015
- Oedothorax fortis Irfan, Zhang & Peng, 2025
- Oedothorax fuscus (Blackwall, 1834)
- Oedothorax gibbifer (Kulczyński, 1882)
- Oedothorax gibbosus (Blackwall, 1841)
- Oedothorax howardi Petrunkevitch, 1925
- Oedothorax japonicus Kishida, 1910
- Oedothorax khasi Tanasevitch, 2017
- Oedothorax kodaikanal Tanasevitch, 2015
- Oedothorax limatus Crosby, 1905
- Oedothorax mangsima Tanasevitch, 2020
- Oedothorax meghalaya Tanasevitch, 2015
- Oedothorax meridionalis Tanasevitch, 1987
- Oedothorax myanmar Tanasevitch, 2017
- Oedothorax nazareti Scharff, 1989
- Oedothorax paludigena Simon, 1926
- Oedothorax paracymbialis Tanasevitch, 2015
- Oedothorax retusus (Westring, 1851)
- Oedothorax sexmaculatus Saito & Ono, 2001
- Oedothorax simianensis Irfan, C. C. Zhang, Cai & Z. S. Zhang, 2025
- Oedothorax sohra Tanasevitch, 2020
- Oedothorax stylus Tanasevitch, 2015
- Oedothorax tingitanus (Simon, 1884)
- Oedothorax trilineatus Saito, 1934
- Oedothorax trilobatus (Banks, 1896)
- Oedothorax unciger Tanasevitch, 2020
- Oedothorax uncus Tanasevitch, 2015
- Oedothorax veloorensis Domichan & Sunil Jose, 2021

## Systématique et taxinomie
Ce genre a été décrit par Bertkau en 1883 dans les Micryphantidae.
Stylothorax et Kulczynskiellum ont été placés en synonymie par Simon en 1926.

## Publication originale
- Förster & Bertkau, 1883 : « Beiträge zur Kenntniss der Spinnenfauna der Rheinprovinz. » Verhandlungen des naturhistorischen Vereins preußischen Rheinlandes und Westfalen, vol. 40, p. 205-278.